# Коллектив (Архангельская область)
Коллектив — деревня в Вельском районе Архангельской области. Входит в состав муниципального образования «Судромское». Расположена на территории Важского заказника — особо охраняемой природной территории.

## География
Деревня расположена в 29 километрах на север от Вельска на федеральной автотрассе М8 «Холмогоры», на левом берегу реки Вага (приток Северной Двины).
Часовой пояс
Коллектив, как и вся Архангельская область, находится в часовой зоне МСК (московское время). Смещение применяемого времени относительно UTC составляет +3:00.

## Население
| 2002 | 2010 | 2012 | 2014 |
| ---- | ---- | ---- | ---- |
| 0    | ↗1   | ↗2   | ↘1   |

## Объекты культурного наследия
- Стоянка «Коллектив» — Памятник археологии, недатированная стоянка древнего человека, расположена в 300 метрах к юго-востоку от деревни.  Объект культурного наследия № 2930031000№ 2930031000[7]